# CADM4
CADM4 (англ. Cell adhesion molecule 4) – білок, який кодується однойменним геном, розташованим у людей на довгому плечі 19-ї хромосоми. Довжина поліпептидного ланцюга білка становить 388 амінокислот, а молекулярна маса — 42 785.
| 10         |  | 20         |  | 30         |  | 40         |  | 50         |
| ---------- |  | ---------- |  | ---------- |  | ---------- |  | ---------- |
| MGRARRFQWP |  | LLLLWAAAAG |  | PGAGQEVQTE |  | NVTVAEGGVA |  | EITCRLHQYD |
| GSIVVIQNPA |  | RQTLFFNGTR |  | ALKDERFQLE |  | EFSPRRVRIR |  | LSDARLEDEG |
| GYFCQLYTED |  | THHQIATLTV |  | LVAPENPVVE |  | VREQAVEGGE |  | VELSCLVPRS |
| RPAATLRWYR |  | DRKELKGVSS |  | SQENGKVWSV |  | ASTVRFRVDR |  | KDDGGIIICE |
| AQNQALPSGH |  | SKQTQYVLDV |  | QYSPTARIHA |  | SQAVVREGDT |  | LVLTCAVTGN |
| PRPNQIRWNR |  | GNESLPERAE |  | AVGETLTLPG |  | LVSADNGTYT |  | CEASNKHGHA |
| RALYVLVVYD |  | PGAVVEAQTS |  | VPYAIVGGIL |  | ALLVFLIICV |  | LVGMVWCSVR |
| QKGSYLTHEA |  | SGLDEQGEAR |  | EAFLNGSDGH |  | KRKEEFFI   |  |            |

A: Аланін

C: Цистеїн

D: Аспарагінова кислота

E: Глутамінова кислота

F: Фенілаланін

G: Гліцин

H: Гістидин

I: Ізолейцин

K: Лізин

L: Лейцин

M: Метіонін

N: Аспарагін

P: Пролін

Q: Глутамін

R: Аргінін

S: Серин

T: Треонін

V: Валін

W: Триптофан

Кодований геном білок за функцією належить до фосфопротеїнів. 
Задіяний у такому біологічному процесі, як клітинна адгезія. 
Локалізований у мембрані.